# بمب کدو تنبل
بمب کدوی سبز(انگلیسی: Pumpkin bomb) یک بمب متعارف بود که طی پروژه منهتن که برای ساخت نخستین بمب اتمی ایالات متحده تعریف شده بود، تولید و توسعه یافت. این بمب نمونه کاملاً مشابه بمب مرد چاق بود که بر روی ناگاساکی انداخته شد. تفاوت این بمب با نوع هسته ای آن در استفاده از مواد منفجره متعارف بود تا بتوان از آن در تمرینات و مانورهای پیش از پرتاب توسط گروه عملیات هوایی استفاده کرد.